# Budynek przy ul. św. Jakuba 20a w Toruniu
Budynek przy ul. św. Jakuba 20a w Toruniu – wczesnogotycki główny budynek klasztorny mieszczący się na Nowym Mieście w Toruniu, zbudowany pod koniec XVI wieku. Ze względu na zniszczenie większości archiwów nie wiadomo, czy w klasztorze mieścił się żeński zakon cysterek, benedyktynek czy jedno, tzw. cysterki-benedyktynki. Trudności w ustaleniu zakonu wynikają z naprzemiennego stosowania w dokumentach nazw obu zgromadzeń, które znajdowały się pod opieką biskupów chełmińskich, a nie zwierzchnictwa zakonnego, i swobodnie mieszały tradycję benedyktyńskie i cysterskie.
Na przestrzeni lat budynek był kilkakrotnie przebudowywany. W 1557 roku budynek przejęli protestanci, w 1667 roku budynek wraz z kościołem i szpitalem przeszedł na własność benedyktynek. Po kasacji zakonu w 1833 roku budynek przeszedł na własność wojska pruskiego. W latach 60. XIX wieku budynek pełnił funkcję koszar więziennych i aresztu, w następnych latach pełnił funkcję biurowe. Instytucje wojskowe mieściły się tu również po włączeniu Torunia do Polski. Po 1945 roku instytucje wojskowe przeniesiono do Bydgoszczy, budynek przy św. Jakuba przystosowano do celów mieszkaniowych. Na początku XXI wieku pełnił funkcję mieszkalne, był w złym stanie technicznym. W lipcu 2008 roku rozpoczęła się modernizacja budynku za kwotę ponad 7,4 mld zł. Remont zakończył się w 2010 roku. 9 kwietnia 2010 roku władze Torunia uroczyście przekazały wyremontowany budynek Muzeum Okręgowemu w Toruniu, które założyło w nim Bibliotekę Naukową oraz Dział Archeologii. Wyremontowany budynek otrzymał tytuł „Obiekt Roku”.
Zachowały się szczyty oraz podziemia gotyckie ze sklepieniami krzyżowymi. Są one wspierane na czterech filarach. Część reliktów pochodzi z czasów nowożytnych.